# Aaron Ramsdale
Aaron Christopher Ramsdale (sinh ngày 14 tháng 5 năm 1998) là một cầu thủ bóng đá chuyên nghiệp người Anh hiện đang chơi ở vị trí thủ môn cho Southampton tại Premier League và Đội tuyển bóng đá quốc gia Anh.

## Đầu đời
Ramsdale sinh ra ở Stoke-on-Trent và lớn lên ở làng Chesterton gần đó. Ramsdale bắt đầu sự nghiệp của mình tại câu lạc bộ Marsh Town có trụ sở tại Newcastle, Lyme. Năm 2014, Ramsdale được The Sentinel nhận định là một triển vọng trong tương lai sau khi giúp trường của anh, Trường trung học Sir Thomas Boughey, lọt vào bán kết English Schools' FA Cup.

## Sự nghiệp câu lạc bộ

### Sheffield United
Năm 2013, Ramsdale gia nhập Sheffield United sau thời gian khoác áo đội trẻ Bolton Wanderers.  Sau khi tốt nghiệp học viện trẻ của Sheffield United, Ramsdale đã ký một học bổng với câu lạc bộ vào tháng 5 năm 2014. Ramsdale 2 lần được đăng ký trong danh sách dự bị không được sử dụng trong mùa giải 2015–16 trước Coventry City và Scunthorpe United. Vào tháng 5 năm 2016, anh ký hợp đồng chuyên nghiệp đầu tiên với câu lạc bộ.
Ramsdale đã có trận ra mắt chuyên nghiệp bắt đầu trong chiến thắng 6–0 trên sân nhà trước Leyton Orient tại FA Cup, giữ sạch lưới trong suốt quá trình này. Anh cũng góp mặt ở FA Cup trước Bolton Wanderers nhưng thua 3–2.

### AFC Bournemouth
Vào ngày 31 tháng 1 năm 2017, anh đã được câu lạc bộ Ngoại hạng Anh AFC Bournemouth ký hợp đồng với mức phí không được tiết lộ được cho là 800.000 bảng. Tuy nhiên, động thái này được cho là có giá 1 triệu bảng. Ramsdale ngồi dự bị trong trận đấu cuối cùng của mùa giải 2016–17 với Leicester City.

### Được cho mượn tại Chesterfield và AFC Wimbledon
Ramsdale được cho Chesterfield mượn trong kỳ chuyển nhượng tháng 1 năm 2018 ở phần còn lại của mùa giải 2017–18. Ramsdale đã có trận ra mắt Chesterfield trước Accrington Stanley vào ngày 6 tháng 1 năm 2018, nhưng đã phản lưới nhà sau khi anh "để một cú sút dường như vô hại của Jackson từ cánh phải đi vào lưới", trong trận thua 4–0. Một tuần sau, trong trận đấu trước Luton Town, anh giữ sạch lưới trong chiến thắng 2–0. Trong suốt mùa giải 2017–18, Ramsdale đã ra sân tổng cộng 19 lần cho câu lạc bộ ở League Two, nhưng cuối cùng không thể giúp câu lạc bộ không bị rớt hạng xuống National League.
Vào ngày 4 tháng 1 năm 2019, Ramsdale gia nhập AFC Wimbledon dưới dạng cho mượn đến hết mùa giải 2018–19. Ngày hôm sau, Ramsdale có trận ra mắt đội Dons trong chiến thắng 3–2 FA Cup trước Fleetwood Town tại Sân vận động Highbury (Fleetwood). Trận ra mắt giải đấu của anh ấy diễn ra một tuần sau đó trong trận hòa 1-1 với Coventry City tại Ricoh Arena. Trong suốt mùa giải 2018–19, Ramsdale đã có tổng cộng 20 lần ra sân cho câu lạc bộ ở League One và khi làm được điều đó, anh đã giành được giải thưởng Cầu thủ trẻ xuất sắc nhất mùa của câu lạc bộ vì những màn trình diễn trong khung thành, khi Wimbledon đạt được sự sống còn ở League One mặc dù bị 10 điểm so với mức an toàn của tháng Hai.

### Bước đột phá tại Ngoại hạng Anh
Ramsdale đã có trận ra mắt tại Ngoại hạng Anh và cả trận ra mắt đầy đủ cho Bournemouth, vào ngày khai mạc mùa giải 2019–20, trong trận hòa 1-1 trước đội bóng cũ Sheffield United. Ramsdale đã tự khẳng định mình là thủ môn lựa chọn hàng đầu của A.F.C. Bournemouth trong suốt vài tháng đầu tiên của mùa giải 2019–20, bắt đầu mọi trận đấu tại Premier League cho câu lạc bộ từ ngày khai mạc mùa giải, cho đến ngày 12 tháng 1, khi gặp Watford trên sân nhà, anh ấy bỏ lỡ do chấn thương. Anh ấy đã trở lại đội bóng trong trận đấu tiếp theo tại Premier League, trận thua 1-2 trước Norwich City.
Anh đã ký hợp đồng mới, dài hạn với câu lạc bộ vào tháng 10 năm 2019. Cùng tháng đó, phong độ của Ramsdale cho câu lạc bộ đã giúp anh giành được danh hiệu Cầu thủ xuất sắc nhất tháng của câu lạc bộ vào tháng 10, giữ sạch lưới hai trận trong các trận đấu với Norwich City và Watford. Phong độ của anh ấy tiếp tục diễn ra trong vài tháng tới, khi anh ấy một lần nữa nhận giải Cầu thủ xuất sắc nhất của câu lạc bộ vào tháng Giêng cho một chuỗi màn trình diễn xuất sắc khác, bao gồm cả màn chiến thắng và dành danh hiệu Cầu thủ xuất sắc nhật trận đấu trước Brighton & Hove Albion. Vào ngày 10 tháng 8, Ramsdale được bầu chọn là Cầu thủ của năm bởi những người ủng hộ của câu lạc bộ.

### Trở lại Sheffield United
Vào ngày 19 tháng 8 năm 2020, Ramsdale gia nhập câu lạc bộ Sheffield United  với mức phí giả định là 18,5 triệu bảng cho một hợp đồng 4 năm. Vào tháng 5 năm 2021, anh được vinh danh là Cầu thủ xuất sắc nhất năm của Sheffield United và Cầu thủ trẻ của năm.

### Arsenal
Vào ngày 20 tháng 8 năm 2021, Arsenal thông báo việc ký hợp đồng dài hạn với Ramsdale từ Sheffield United, tùy thuộc vào việc hoàn tất các quy trình quản lý.

## Sự nghiệp quốc tế
Ramsdale đã đại diện cho Anh ở các cấp độ U18 Anh, U19 Anh, U20 Anh và U21 Anh.
Anh ấy lần đầu tiên được gọi vào đội tuyển U18 Anh vào tháng 3 năm 2016 và có trận ra mắt đội bóng trong chiến thắng 4–1 trước U18 Cộng hòa Ireland vào ngày 27 tháng 3 năm 2016. Anh ấy đã có hai lần ra sân cho đội U18 Anh.

## Thống kê sự nghiệp
Tính đến 9 tháng 3, 2024

### Câu lạc bộ
| Sheffield United    | 2015–16             | League One          | 0   | 0 | 0  | 0 | 0 | 0 | 0 | 0 | 0  | 0 |     |   |
| Sheffield United    | 2016–17             | League One          | 0   | 0 | 2  | 0 | 0 | 0 | 0 | 0 | 2  | 0 |     |   |
| Sheffield United    | Tổng cộng           | Tổng cộng           | 0   | 0 | 2  | 0 | 0 | 0 | 0 | 0 | 2  | 0 |     |   |
| Bournemouth         | 2016–17             | Premier League      | 0   | 0 | —  | — | — | — | — | — | 0  | 0 |     |   |
| Bournemouth         | 2017–18             | Premier League      | 0   | 0 | 0  | 0 | 0 | 0 | — | — | 0  | 0 |     |   |
| Bournemouth         | 2018–19             | Premier League      | 0   | 0 | —  | — | 0 | 0 | — | — | 0  | 0 |     |   |
| Bournemouth         | 2019–20             | Premier League      | 37  | 0 | 0  | 0 | 0 | 0 | — | — | 37 | 0 |     |   |
| Bournemouth         | Tổng cộng           | Tổng cộng           | 37  | 0 | 0  | 0 | 0 | 0 | — | — | 37 | 0 |     |   |
| Chesterfield (mượn) | 2017–18             | League Two          | 19  | 0 | —  | — | — | — | — | — | 19 | 0 |     |   |
| Wimbledon (mượn)    | 2018–19             | League One          | 20  | 0 | 3  | 0 | — | — | — | — | 23 | 0 |     |   |
| Sheffield United    | 2020–21             | Premier League      | 38  | 0 | 4  | 0 | 0 | 0 | — | — | 42 | 0 |     |   |
| Sheffield United    | 2021–22             | EFL Championship    | 2   | 0 | 0  | 0 | 0 | 0 | — | — | 2  | 0 |     |   |
| Sheffield United    | Tổng cộng           | Tổng cộng           | 40  | 0 | 4  | 0 | 0 | 0 | — | — | 44 | 0 |     |   |
| Arsenal             | 2021–22             | Premier League      | 34  | 0 | 0  | 0 | 3 | 0 | — | — | —  | — | 37  | 0 |
| Arsenal             | 2022−23             | Premier League      | 38  | 0 | 0  | 0 | 0 | 0 | 3 | 0 | —  | — | 41  | 0 |
| Arsenal             | 2023−24             | Premier League      | 6   | 0 | 1  | 0 | 2 | 0 | 1 | 0 | 1} | 0 | 11  | 0 |
| Arsenal             | Tổng cộng           | Tổng cộng           | 78  | 0 | 1  | 0 | 5 | 0 | 4 | 0 | 1  | 0 | 89  | 0 |
| Tổng cộng sự nghiệp | Tổng cộng sự nghiệp | Tổng cộng sự nghiệp | 195 | 0 | 10 | 0 | 5 | 0 | 4 | 0 | 1  | 0 | 215 | 0 |

### Quốc tế
Tính đến ngày 7 tháng 6 năm 2024
| Đội tuyển quốc gia | Năm       | Trận | Bàn |
| ------------------ | --------- | ---- | --- |
| 4Anh               | 2021      | 1    | 0   |
| 2022               | 2         | 0    |     |
| 2023               | 1         | 0    |     |
| 2024               | 1         | 0    |     |
| Tổng cộng          | Tổng cộng | 5    | 0   |

## Danh hiệu

### Câu lạc bộ

#### Arsenal
- FA Community Shield: 2023

### Quốc tế

#### U-19 Anh
- UEFA European Under-19 Championship: 2017 [44]

#### U-21 Anh
- Giải đấu Toulon: 2018 [45]

#### Đội tuyển quốc gia Anh
- UEFA European Championship: Á quân 2020, 2024

### Cá nhân
- Cầu thủ xuất sắc nhất năm của AFC Bournemouth: 2019–20 [46]
- Cầu thủ xuất sắc nhất năm của Sheffield United: 2020–21 [47]
- Cầu thủ trẻ xuất sắc nhất của Sheffield United: 2020–21 [47]